# Blockade Australia
 (janvier 2024).
Blockade Australia (en français : Blocus Australie) est un groupe d'action directe australien qui bloque les voies ferrées et les routes vers les ports pour « forcer le changement urgent à grande échelle, nécessaire à la survie »,,,. Ils se décrivent comme « déterminés à prendre les mesures nécessaires pour perturber les goulots d'étranglement économiques de l'Australie et mettre fin au projet colonial d'exploitation ».

## Actions

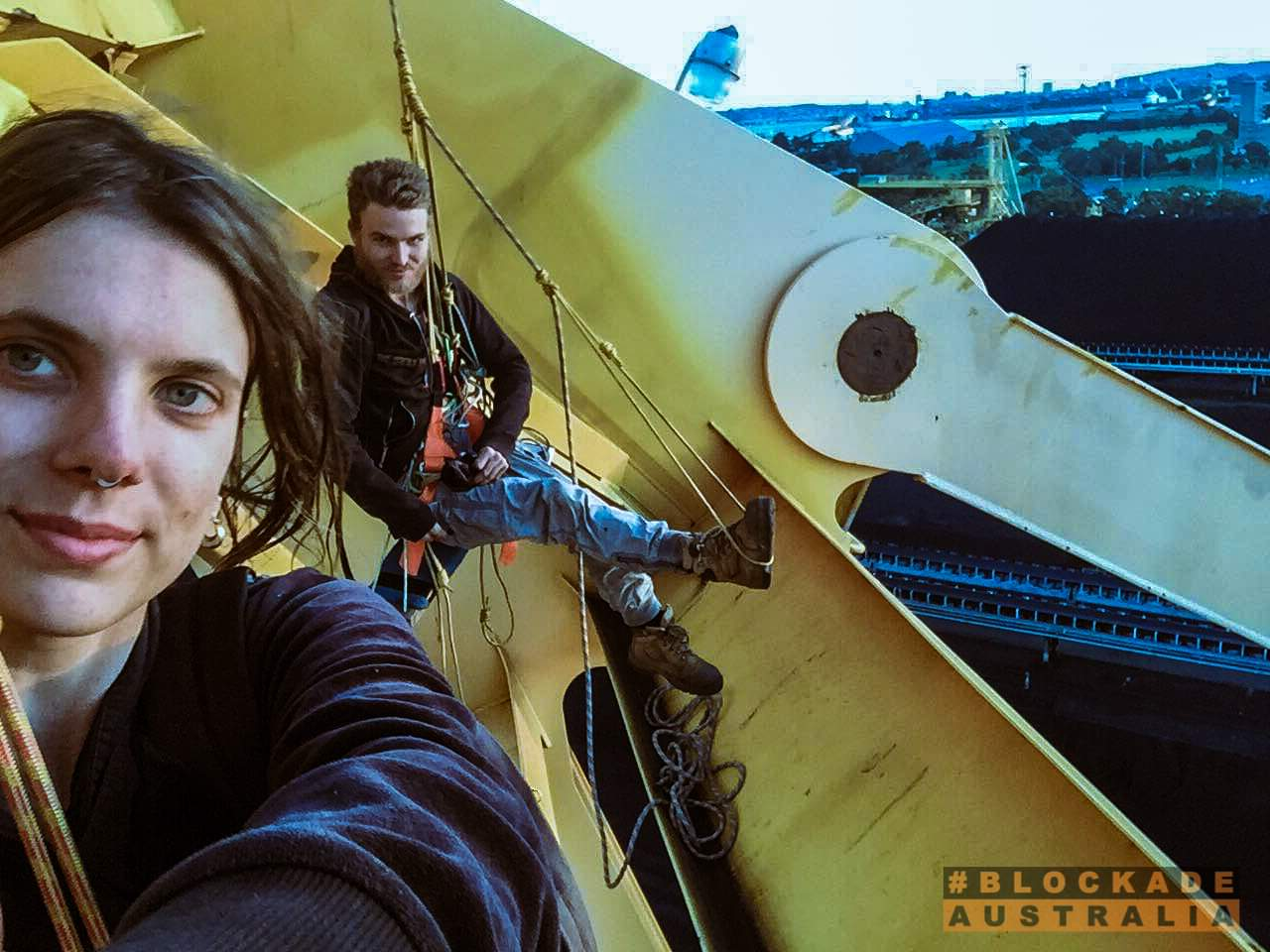
Deux individus participant au blocus australien ont fait fermer le plus grand port charbonnier du monde à Newcastle

### Port de Newcastle
En novembre 2021, les membres de Blockade Australia mènent deux semaines d'action directe non violente en utilisant leur corps, des cordes et de la colle pour arrêter l'activité du port de Newcastle, dans la région de Hunter, le plus grand port charbonnier du monde,,. À la suite de ces actions, 27 personnes sont arrêtées, dont des militants pour le climat et des participants à la Front Line Action on Coal (FLAC) et Extinction Rebellion. Eric Sergeio Herbert est condamné à 12 mois de prison pour avoir grimpé au sommet d'un train de charbon,. En vertu de l'article 42C de la loi de 1989 sur la confiscation des produits du crime (NSW), la police ordonne la confiscation du véhicule de Sasha, 26 ans, dans lequel elle vivait, pour son rôle présumé dans les actions. La police de Nouvelle-Galles du Sud effectue une descente au Hunter Community Environment Centre de Newcastle, bien que ses membres n'aient aucun lien avec Blockade Australia et la fermeture du port charbonnier de Newcastle.

### Port Botany
Le 22 mars 2022, un homme associé à Blockade Australia (selon l'Australian Broadcasting Corporation) se suspend à un poteau à Port Botany. Plus tard dans la semaine, deux étudiants de nationalité allemande ont vu leur visa révoqué et ont été expulsés du territoire pour leur lien avec ces actions militantes. Le militant pour le climat Maxim O'Donnell Curmi est emprisonné pendant quatre mois pour avoir couru dans Port Botany et avoir grimpé au sommet d'une grue.

### Sidney
Blockade Australia a prévu une série d'actions et de blocus de Sydney en juin et juillet 2022.
Avant la semaine d'action prévue, le camping Blockade Australia situé dans une propriété à Colo, en Nouvelle-Galles du Sud, est surveillé par la police. Un membre du groupe répère deux policiers camouflés, et demande qui ils sont. Après être resté immobile pendant un certain temps, "comme s'ils faisaient le mort", l'un des agents camouflés aurait déclaré "nous avons été compromis" dans sa radio. Un mandat de perquisition est alors obtenu et une perquisition au camping est lancée. Au moins 10 personnes sont inculpées à l'issue du raid.
Quelques jours plus tard, dans un camping de Blockade Australia à Ebenezer, lors d'un autre raid, deux autres personnes sont arrêtées en relation avec le raid précédent de Colo. L'une des personnes arrêtées est Caroline Kirk, en lien avec Koori Ngemba.
Lors de la manifestation du 28 juillet 2022, 10 personnes sont arrêtées. La majorité des personnes arrêtées proviennent d'autres États.

## Réponses
Le vice-Premier ministre Barnaby Joyce a déclaré à propos de la fermeture du port de Newcastle : « S'ils ont d'autres moyens pour que cette nation puisse gagner de l'argent dès maintenant, alors nous sommes tous ouïes... mais en attendant, nous devons trouver un moyen de gagner de l'argent,.
Le secrétaire parlementaire du Hunter, Taylor Martin, a déclaré : « Je soutiens la police dans sa quête de la peine maximale possible pour toute personne impliquée dans ces actes idiots ». Il a également estimé que « les militants ont retardé 60 millions de dollars d'exportations et 100 000 dollars de redevances par train ».

## Dans la culture populaire
Eric Serge Herbert figure dans la bande dessinée Premier chien sur la Lune.